# Guaraní-alfabetet
 For alternative betydninger, se Guaraní. (Se også artikler, som begynder med Guaraní)
Guaraní-alfabetet (achegety) er et fonetisk system, der anvendes til at skrive guaraní-sproget, der primært tales i Paraguay og nabolandene. Det består af 33 bogstaver, som her ses i alfabetisk rækkefølge:
A, Ã, CH, E, Ẽ, G, G̃, H, I, Ĩ, J, K, L, M, MB, N, ND, NG, NT, Ñ, O, Õ, P, R, RR, S, T, U, Ũ, V, Y, Ỹ, '.
De seks bogstaver "A", "E", "I", "O", "U" og "Y" betegner vokallyde, og tilde-varianterne er nasale versioner heraf. Apostroffen "'" (kaldet puso) repræsenterer et stød. Alle øvrige bogstaver, herunder "Ñ", "G̃" og digraferne (to bogstaver opfattet som ét) er konsonanter.
De latinske bogstaver B, C og D anvendes kun i digrafer, mens F, Q, W, X og Z overhovedet ikke bruges. Bogstavet "L" og digrafen "RR" anvendes kun i ord, der er lånt fra spansk, ord med indflydelse af den spanske fonologi eller i ikke-verbale onomatopoietika. Den spanske digraf "LL" anvendes ikke i Guaraní.
Tilde-versionerne af "E", "I", "U", "Y" og "G" er ikke tilgængelige i ISO 8859-1-fonte, og tilde-"G" er ikke engang tilgængelig som eksisterende kombination i Unicode. I digitale sammenhænge, hvor disse tegn ikke er tilgængelige, er tilden ofte sat efter basisbogstavet (f.eks. "E~") eller en circonflex bruges i stedet (f.eks. "Ê").
Accent aigu "´" bruges til at angive trykket (muanduhe). Når det ikke er med, er trykket på den sidste stavelse: syva [sy'va] ("pande"), áva ['ava] ("hår"), tata [ta'ta] ("ild"), tái [taj] ("pebret").

## Historie
Indtil den spanske erobring af Amerika i det 15. århundrede havde guaranífolket intet skriftsprog. De første skrevne tekster på guaraní blev fremstillet af jesuitiske missionærer ved hjælp af det latinske alfabet. Præsten Antonio Ruíz d Montoya dokumenterede sproget i sine værker Tesoro de la lengua guaraní (en guaraní-spansk ordbog trykt i 1639) og Arte y bocabvlario de la lengua guaraní (et grammatisk kompendium og ordbog trykt i 1722).
Alfabetet og stavningen, der blev anvendt i disse tidlige bøger, var noget inkonsistent og temmelig forskellig fra moderne brug. I 1867 indkaldte Mariscal Francisco Solano López, Paraguays præsident, et "skriftråd" til at få styr på skrivningen, dog uden større held. 
Skriftsproget blev omsider standardiseret i sin nuværende form i 1950 ved Guaraní Sprogkongressen i Montevideo på initiativ af Reinaldo Decoud Larrosa. Standarderne var påvirket af notationen fra det internationale fonetiske alfabet, og det anvendes nu overalt i Paraguay. 
På trods heraf er der stadig visse uenigheder blandt sprogfolk om detaljerne i standarden. Nogle mener, at digrafen "CH" burde ændres til "X" og at "G"-tilde burde udskiftes med almindeligt "G" og tilden i stedet placeret på en nabovokal.
Guaraní-navnet achegety er en neologisme dannet ud fra a-che-ge (de tre første bogstaver i alfabetet) med tilføjelsen ty, som betyder samling.

## Stednavne og egennavne
Mange stednavne og en del egennavne i Argentina, Uruguay, Paraguay og Brasilien stammer fra guaraní. Disse skrives normalt efter spansk eller portugisisk tradition, og deres udtale er ofte ændret betydeligt hen over århundrederne til en form, hvor de knapt er forståelige af guaraní-talende folk.